# Perturbator
James Kent * 1993, z odrskim imenom Perturbator, je francoski synthwave glasbenik iz Pariza.

## Življenjepis
Kent je v preteklosti igral električno kitaro v več black metal skupinah. Od leta 2012 ustvarja elektronsko glasbo, navdih za katero je cyberpunk kultura in na katero vplivajo filmi, kot so Akira, Ghost in the Shell ter the Running Man. Pri ustvarjanju si pomaga s številnimi software sintetizatorji, kot so emulatorji starodobnih sintetizatorjev OB-X in CS-80. Od prvenstvenega EP-ja Night Driving Avenger je izdal štiri dolgometražne albume in izvedel več mednarodnih turnej. Več njegovih skladb je vključenih v seznam pesmi za računalniško igro Hotline Miami iz leta 2012 in Hotline Miami 2: Wrong Number iz leta 2015. Leta 2013 je izdal EP Sexualizer v zahvalo razvijalcem igre Hotline Miami. Uspeh igre je pripomogel k njegovi uveljavitvi na mednarodni sceni. 
Četrti album, The Uncanny Valley, je izšel 6. maja 2016 v založbi Blood Music v obliki Digibook zgoščenke, vinilne plošče in kasete. Naletel je na pozitiven odziv; portala MetalSucks in Bloody Disgusting sta mu podelila odlični kritiki. Izdal je tudi posebno verzijo z dodatnim EP-jem, na katerem so vključene pesmi, ki niso prišle v izbor za dolgometražni izdelek. Pri Bloody Disgusting so albumu podelili oceno 5/5 z obrazložitvijo, da The Uncanny Valley "ne bo navdušil le oboževalce žanra, ampak tudi novo občinstvo."
Kent se je nad glasbenim ustvarjanjem navdušil tudi po zaslugi staršev, po poklicu novinarjev in glasbenih kritikov, v mladosti tudi glasbenikov v tech trance skupini, ki je bila povod za Kentovo zanimanje nad sintetizatorji.
Kent ustvarja tudi pod stranskim projektom z imenom L'Enfant De La Forêt and his own label called "Music of the Void". Leta 2019 je sodeloval v dokumentarnem filmu The Rise of the Synths (slo. vzpon sintetizatorjev), v katerem so nastopili tudi številni drugi ustvarjalci synthwave scene, med drugim režiser John Carpenter, ki je kot napovedovalec v filmu razskoval izvor in rast tega glasbenega žanra. 

## Diskografija
Prevzeto s portalov AllMusic, SoundCloud, Bandcamp, Google Play Music in uradne strani.

### Albumi
| Leto | Naslov             | Založba     |
| ---- | ------------------ | ----------- |
| 2012 | Terror 404         | Samozaložba |
| 2012 | I Am the Night     | Samozaložba |
| 2014 | Dangerous Days     | Blood Music |
| 2016 | The Uncanny Valley | Blood Music |
| 2021 | Lustful Sacraments | Blood Music |

### EP-ji
| Leto | Naslov                     | Založba                       | Sodelujoči    |
| ---- | -------------------------- | ----------------------------- | ------------- |
| 2012 | Night Driving Avenger      | Samozaložba                   |               |
| 2012 | Nocturne City'             | Aphasia Records               |               |
| 2012 | The 80s Slasher            | Aphasia Records               |               |
| 2013 | Split                      | Revolving Door Records        | Protector 101 |
| 2013 | Sexualizer                 | Aphasia Records               |               |
| 2016 | The Uncanny Valley – Bonus | Blood Music                   |               |
| 2017 | New Model                  | Blood Music Music of the Void |               |

### Kompilacije
- B-sides and Remixes, Vol. I (2018, Blood Music)
- B-sides and Remixes, Vol. II (2018, Blood Music)

### Singli
- She Moves Like a Knife (2014)
- She Is Young, She Is Beautiful, She Is Next (2015)
- Assault (2015)
- Tactical Precision Disarray (2016)
- Vantablack (2017)
- Body/Prison (s Health) (2018)
- Excess (2019)

### Videospoti
- She Is Young, She Is Beautiful, She Is Next (2014, režija: Jarkko Kinnunen & Sami Rämä)
- Sentient (2016, režija: Valenberg)
- Venger (2017, režija: David Fitt & Federico Pelat)